# Vuelo 11 de American Airlines
El vuelo 11 de American Airlines despegó la mañana del martes 11 de septiembre de 2001, fue uno de los cuatro aviones secuestrados por el grupo terrorista Al Qaeda en los atentados del 11 de septiembre de 2001. El avión fue utilizado por los secuestradores para impactarlo en la Torre Norte del World Trade Center, en la ciudad de Nueva York. 
El avión despegó del Aeropuerto Internacional Logan en Boston, Massachusetts, y tenía como destino el Aeropuerto Internacional de Los Ángeles en Los Ángeles, California. El avión fue secuestrado por cinco hombres árabes durante los primeros 30 minutos de vuelo, tras matar, por lo menos, a tres personas e introducirse en la cabina de vuelo asesinando al piloto y al copiloto. Mohammed Atta, uno de los terroristas, que había sido entrenado como piloto de aviación a tal efecto, tomó el control de la aeronave, y desvió su ruta sin que los controladores de tráfico aéreo se percataran de la situación hasta que advirtieron que el personal de tripulación había dejado de contestar a sus mensajes y que Atta, equivocadamente, transmitiera varios anuncios de tráfico. Desde el propio avión, dos auxiliares de vuelo contactaron con American Airlines y proporcionaron información sobre los secuestradores, el estado de los pasajeros y la tripulación.
El avión fue estrellado contra la Torre Norte del World Trade Center a las 8:46 a. m. Como consecuencia del impacto, murieron las 92 personas a bordo, incluyendo a los secuestradores. Entre los testigos presenciales del ataque, Jules Naudet captó desde la calle la secuencia con su cámara de vídeo, que fue luego empleada por las agencias de noticias para informar del hecho, que en los primeros momentos se especuló con que pudiese tratarse de un accidente. La fuerza del impacto y el fuego subsecuente causado por la explosión del combustible de la aeronave afectaron hasta tal punto la estructura del edificio, que causaron al poco tiempo su colapso, matando en su interior a miles de personas que trataban de huir y a decenas de miembros de los servicios de rescate. 
Durante los trabajos de desescombro en el emplazamiento del World Trade Center que se realizaron en las semanas siguientes, el personal de rescate logró recuperar e identificar los restos mortales de las víctimas del vuelo 11, aunque muchos de los fragmentos corporales no pudieron ser identificados.

## Vuelo y su trayectoria

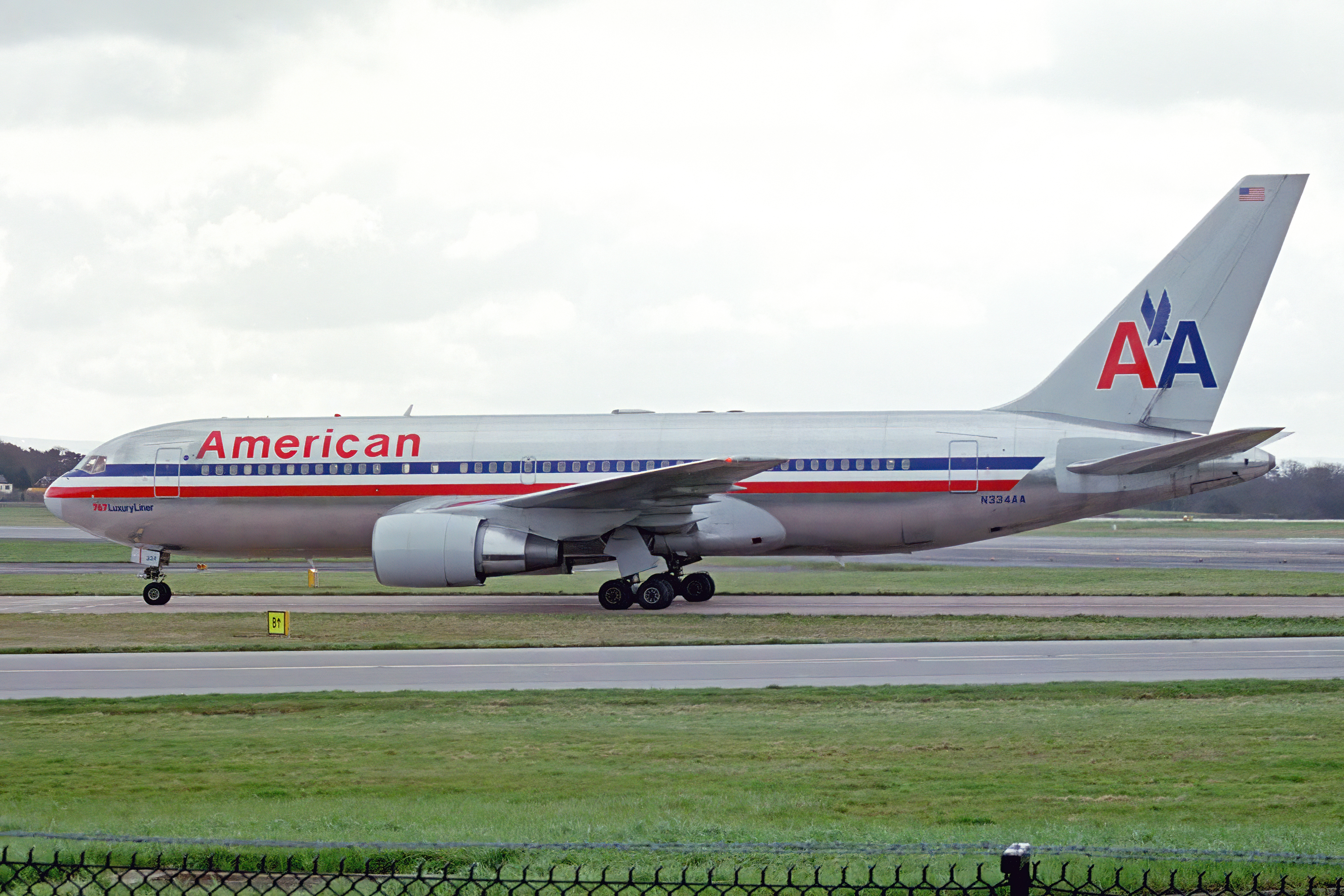
La aeronave en abril de 2001.

El avión del vuelo 11 de American Airlines era un Boeing 767-223ER, con la matrícula N334AA. La capacidad de la aeronave era de 158 pasajeros, pero el 11 de septiembre la nave llevaba únicamente 81 pasajeros y 11 miembros de la tripulación. A pesar de que era una carga liviana con un porcentaje de 51 % de capacidad, el factor promedio de carga del vuelo 11 en las mañanas del día martes era de 39 % durante los meses anteriores al 11 de septiembre. Los 11 miembros de la tripulación incluían el piloto John Ogonowski, el copiloto Thomas McGuinness, y los auxiliares de vuelo, Barbara Arestegui, Jeffrey Collman, Sara Low, Karen Martin, Kathleen Nicosia, Betty Ong, Jean Roger, Dianne Snyder, y Madeline Amy Sweeney.

### Embarque
Mohammed Atta, el líder táctico de los ataques, y su colega, el secuestrador Abdulaziz al-Omari, llegaron al aeropuerto Jetport Internacional de Portland en Maine a las 5:40 de la madrugada del martes 11 de septiembre de 2001. Ambos tomaron el vuelo 5930 de la aerolínea Colgan Air, que tenía programado partir a las 6:00 a. m. de Portland, Maine hacia Boston, Massachusetts. Los secuestradores tenían pasajes en primera clase con un vuelo con conexión a Los Ángeles, California. Atta facturó dos maletas y al-Omari ninguna. Cuando se registraron en el aeropuerto, el sistema informatizado de preselección de pasajeros (CAPPS) seleccionó a Atta para una inspección adicional de su equipaje, pero al final embarcó sin ningún problema. El vuelo de Portland salió puntual y llegó a Boston a las 6:45. Otros tres secuestradores, Waleed al-Shehri, Wail al-Shehri y Satam al-Suqami, llegaron al aeropuerto Logan de Boston a las 6:45 a. m., y abandonaron un automóvil alquilado en el estacionamiento del aeropuerto. A las 6:52, Marwan al-Shehhi, el secuestrador que pilotó el vuelo 175 de United Airlines, realizó una llamada desde un teléfono público en el aeropuerto Logan al teléfono móvil de Atta, para confirmarle que los ataques ya estaban listos para comenzar.
Atta y al-Omari se registraron y pasaron por el control de seguridad en Boston, debido a que no se les entregó los pasajes de embarque para el vuelo 11 en Portland. En el apresurado registro después del vuelo de Portland, los agentes aéreos no embarcaron las maletas de Atta en el vuelo 11. Suqami, Wail al-Shehri, y Waleed al-Shehri también se registraron para el vuelo en Boston. Wail al-Shehri y Suqami, facturaron una maleta cada uno; Waleed al-Shehri no facturó ninguna maleta. El sistema CAPPS seleccionó a los tres secuestradores para una detallada revisión de equipaje. El sistema de revisión CAPPS estaba diseñado únicamente para examinar el equipaje y por esta razón los tres secuestradores no tuvieron un control de seguridad adicional en el puesto de inspección.
A las 7:11 los cinco secuestradores ya se encontraban a bordo del vuelo 11 que tenía programado partir a las 7:45. Mohammed Atta se sentó en clase ejecutiva, en el asiento 8D con Abdulaziz al-Omari en el asiento 8G, y Suqami en el 10B. los hermanos Waleed al-Shehri y Wail al-Shehri se sentaron en primera clase en los asientos 2B y 2A, respectivamente. El avión rodó por la pista del acceso 26 y despegó del aeropuerto Logan a las 7:45 por la pista 4R.

### Secuestro
La Comisión Nacional sobre los Ataques Terroristas a los Estados Unidos estimó que el secuestro empezó a las 8:12, cuando los pilotos cesaron de responder las solicitudes del control del tráfico aéreo de Boston. A las 8:13, el avión sobrepasaba los 26 000 pies (7900 m) de altitud sobre el centro de Massachusetts, y los pilotos respondieron la solicitud del control de tráfico aéreo de realizar un giro de 20 grados a la derecha. A las 8:13:17, 17 segundos después,  el control de tráfico aéreo pidió a los pilotos que ascendieran a la altitud de crucero de 35 000 pies (11 000 m) pero no obtuvieron respuesta. Es en este momento cuando el avión es secuestrado. A las 8:16, el avión se niveló a la altitud de 29 000 pies (8800 m) y poco tiempo después se desvió de su ruta planificada. El control de tráfico realizó múltiples intentos de comunicación con el vuelo 11, pero no obtuvieron respuesta, y a las 8:21, el vuelo paró de transmitir la señal en modo C del transpondedor.
No está claro cómo los terroristas lograron entrar en la cabina. Solo se sabe que entre las 8:12 y las 8:19, el comando mató a cinco personas: el piloto John Ogonowski, el primer oficial Thomas McGuinness (asesinado por Atta y Al-Omari), dos asistentes de vuelo (probablemente Karen Martin y Barbara Arestegui, asesinadas por los hermanos Al-Shehri) y al pasajero israelí Daniel Lewin. Probablemente, Lewin (que sirvió durante cuatro años en Sayeret Matkal del ejército israelí) fue degollado con una navaja por Satam al-Suqami por tratar de evitar que los terroristas llegaran a la cabina.
De acuerdo con las auxiliares de vuelo, Madeline Sweeney y Betty Ong, quienes contactaron con American Airlines, los secuestradores apuñalaron a las asistentes de vuelo Karen Martin y Barbara Arestegui, y acuchillaron en la garganta al pasajero Daniel Lewin. Lewin, un empresario de Internet, sirvió en el pasado como oficial en la unidad de élite Sayeret Matkal de las Fuerzas de Defensa Israelíes. Lewin estaba sentado en el asiento 9B, y Suqami estaba sentado en el asiento de atrás, el 10B. La Comisión Nacional sobre Ataques Terroristas sugirió que posiblemente Suqami apuñaló y asesinó a Lewin después de que él intentara evitar el secuestro. Durante una llamada de cuatro minutos con el centro de operaciones de American Airlines, Ong informó sobre la falta de comunicación con la cabina de vuelo, la falta de acceso a la cabina de vuelo, y las heridas de los pasajeros. Además indicó los números de asiento que fueron asignados a los secuestradores, lo cual permitió más tarde a los investigadores conocer sus identidades.
A las 8:23:38, Atta intentó realizar un anuncio a los pasajeros, pero presionó el botón equivocado y envió un mensaje al control del tráfico aéreo. Los controladores de tráfico aéreo de Boston escucharon el mensaje de Atta, «Tenemos algunos aviones, permanezcan en silencio y estarán bien. Estamos regresando al aeropuerto». A las 8:24:56, él anunció, «Que nadie se mueva. Todo va bien. Si intentan realizar algún movimiento, se pondrán en peligro a ustedes mismos y al avión. Permanezcan en silencio». Como antes, Atta pensaba que estaba comunicándose únicamente con los pasajeros, pero su voz fue recogida y grabada por los controladores de tráfico aéreo. Después de las transmisiones de Atta y la imposibilidad de contactar con el avión comercial, los controladores de tráfico aéreo de Boston se dieron cuenta de que el avión había sido secuestrado. Posteriormente, los controladores de vuelos discutieron acerca del significado de esta frase e intentaron descifrar si Atta indicaba que había más aviones secuestrados. A las 8:23, el avión giró en dirección sur. A las 8:32, el centro de comando de la Administración Federal de Aviación (FAA) en Herndon, Virginia, notificó a la sede central de la FAA.
A las 8:33:59, Atta anunció, «Por favor, que nadie se mueva, estamos regresando al aeropuerto, no intenten ningún movimiento estúpido». A las 8:37:08, los pilotos del vuelo 175 de United Airlines verificaron la ubicación y dirección del vuelo 11 a los controladores de tráfico aéreo. Los controladores de tráfico aéreo de Boston evadieron los protocolos estándares, y se comunicaron directamente con el Comando de Defensa Aéreo Norteamericano (NORAD), específicamente con la sucursal del Sector Noreste de Defensa Aérea (NEADS) en Roma, Nueva York. NEADS pidió dos aviones caza F-15 de la base aérea nacional Otis Air, en Falmouth, Massachusetts para que interceptaran el vuelo 11. Los oficiales en Otis perdieron algunos minutos al intentar conseguir la autorización para que los cazas despegaran. El vuelo 11 hizo un giro final hacia Manhattan a las 8:43. La orden de despachar los aviones F-15 en Otis fue concedida a las 8:46, y los cazas despegaron a las 8:53. En ese momento, el vuelo 11 de American Airlines ya se había estrellado contra la torre norte del World Trade Center. De los cuatro aviones secuestrados el 11 de septiembre, los nueve minutos de notificación adelantada sobre el secuestro del vuelo 11 fue la mayor cantidad de tiempo que NORAD tuvo para responder antes que el avión chocara contra su objetivo.

### Impacto

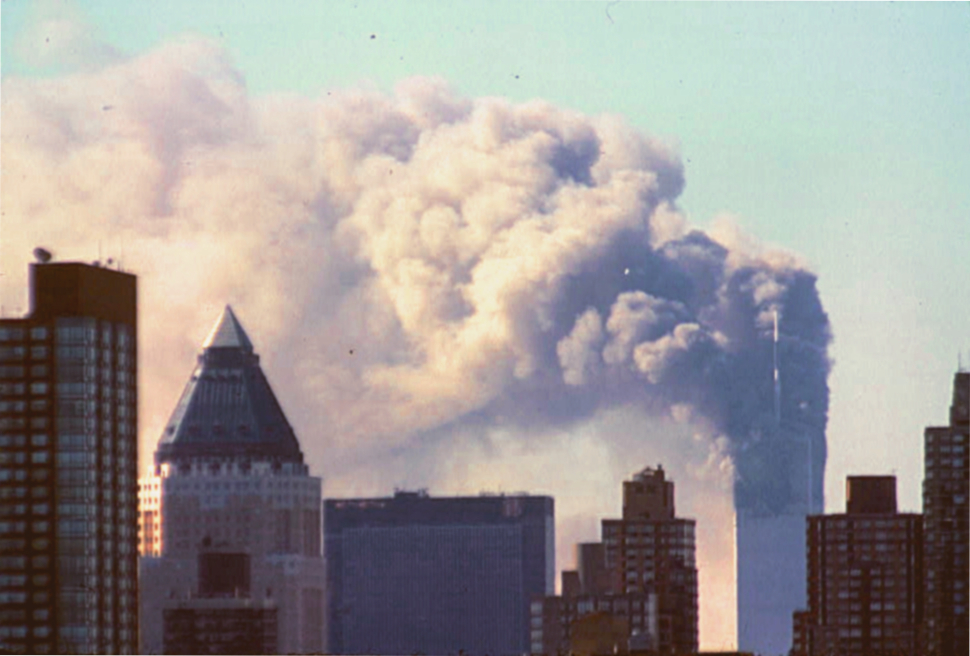
La torre norte del WTC ardiendo en llamas tras el impacto del vuelo 11. Fue la última de las dos torres en derrumbarse.

A las 8:46:27 de la mañana del martes 11 de septiembre del 2001, Mohamed Atta estrelló deliberadamente el Vuelo 11 de American Airlines en la fachada norte de la Torre Norte (WTC 1) del World Trade Center. El avión viajaba a una velocidad de 750 km/h y transportaba alrededor de 38 000 litros de combustible. El impacto se produjo entre las plantas 93 a 99 de la Torre Norte. en total, las 92 personas que estaban a bordo del avión murieron, así como también un número desconocido de personas que trabajaban en sus oficinas en el interior del edificio en la zona de impacto. David Angell, cocreador y productor ejecutivo de la serie televisiva Frasier, junto a su esposa Lynn Angell y la actriz Berry Berenson, estuvieron entre los pasajeros que fallecieron.
Algunos testigos que vieron al avión volar a baja altitud sobre Manhattan antes del choque pensaron que el avión estaba en peligro o que el piloto había sufrido un infarto. El oficial de policía de la Autoridad Portuaria de Nueva York y Nueva Jersey, William Ross, manifestó: «Intentaba observar el avión lo más cerca posible en busca de humo, fuego o cualquier tipo de estela de condensación. No había ninguno de estos indicios. El tren de aterrizaje no estaba extendido y las compuertas del tren de aterrizaje estaban cerradas. El avión, estaba, como dije, viajando hacia al sur y moviéndose a alta velocidad. Volaba derecho y en un mismo nivel. El piloto no parecía que estuviera luchando por mantener el control del avión». El teniente del Departamento de Bomberos de Nueva York, William Walsh también vio al avión: «Teníamos la impresión que estaba cayendo, pero no escuchamos ninguna dificultad mecánica. No podíamos comprender por qué un avión de American Airlines estaba a tan baja altitud en el centro de Manhattan. Pensábamos en cierto modo que se apartaría y se dirigiría hacia el Hudson. Pero solo aumentó un poco su velocidad, altitud, se niveló, y se dirigió directo hacia el World Trade Center. Entonces, antes de llegar al World Trade Center, parecía que aumentó la potencia. Solo veíamos a este avión con rumbo hacia el World Trade Center. De repente, retumbó, y desapareció en el World Trade Center».
El daño causado por el avión a la Torre Norte, destruyó todas las posibilidades de cualquier tipo de escape para la gente que se encontraba trabajando en los pisos sobre la zona de impacto. Todas las escaleras y ascensores desde el piso 91 hasta el último piso del edificio (piso 110) fueron destruidas por el golpe del avión y quedaron atrapadas cerca de 1350 personas. De acuerdo con el informe de la comisión sobre el 11 de septiembre, cientos de personas que trabajaban en la Torre Norte murieron instantáneamente por el golpe del avión, el resto de personas quedaron atrapadas y fallecieron por el subsecuente incendio y el humo, otras después de saltar al vacío desde lo alto del edificio y el resto murieron cuando el edificio finalmente se derrumbó, El piso más alto de la Torre Norte donde hubo sobrevivientes que lograron escapar con vida, antes de que el edificio se derrumbara fue el piso 90. Por lo menos un conducto para ascensores transportó combustible en proceso de combustión hacia los niveles inferiores, y explotó en los niveles 23, 10 y en el vestíbulo del lado oeste.
Jules Naudet, un cámarografo francés y Pavel Hlava, un inmigrante checo, filmaron el impacto. Además, una cámara web instalada por Wolfang Staehle en una exhibición de arte en Brooklyn, con el objetivo de captar imágenes de Lower Manhattan cada cuatro segundos, también capturó imágenes del vuelo 11 estrellándose contra la Torre Norte.
En un principio, los medios de comunicación informaron que ocurrió una explosión o incidente en el World Trade Center. La cadena de televisión estadounidense CNN interrumpió un anuncio publicitario a las 8:49 con un titular de última hora que titulaba «Desastre en el World Trade Center». Carol Lin, que fue la primera periodista en presentar la noticia de los ataques, dijo:

«Sí. Acaba de suceder. Ustedes están viendo obviamente una toma en vivo muy perturbadora, y tenemos informes aún no confirmados que un avión impactó en una de las torres del World Trade Center. La oficina central de CNN, está empezando en este momento a trabajar en esta noticia, obviamente llamando a nuestras fuentes y tratando de determinar exactamente que sucedió, pero claramente algo relativamente devastador está ocurriendo esta mañana en el extremo sur de la isla de Manhattan. Es una vez más, una imagen de una de las torres del World Trade Center».

Posteriormente, en una llamada transmitida en directo por televisión desde la agencia de CNN en Nueva York, Sean Murtagh, el vicepresidente de finanzas de CNN, informó que un avión comercial de gran tamaño que transportaba pasajeros había chocado contra el World Trade Center. Finalmente, las otras cadenas de televisión interrumpieron su programación habitual para informar sobre la noticia del impacto. En ese preciso momento, el presidente de los Estados Unidos, George W. Bush, llegaba a la escuela Emma E. Booker Elementary School en Sarasota, Florida, con motivo de una visita, cuando uno de sus asistentes le informó del desastre aéreo. El presidente comentó: «Es un error del piloto. Es increíble que alguien hiciera esto. El individuo debe haber tenido un infarto». Las primeras noticias especularon que el impacto había sido accidental, hasta que el vuelo 175 de United Airlines chocó contra la Torre Sur a las 9:03:42, 18 minutos después del impacto en la Torre Norte, siendo en ese momento cuando el mundo se dio cuenta de que se trataba de un ataque terrorista, y no de un accidente aéreo.

## Consecuencias

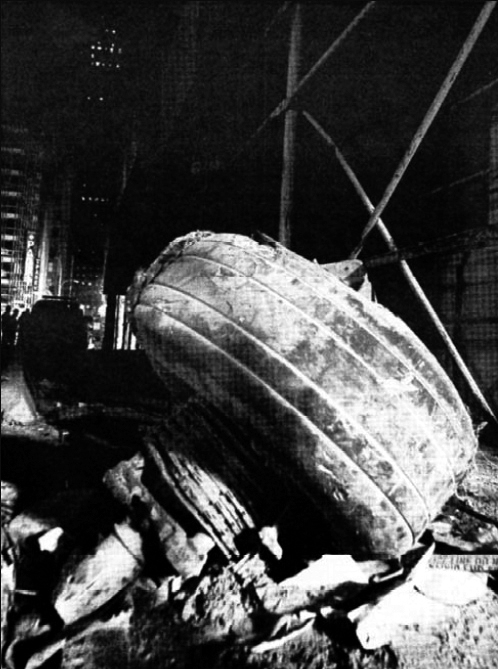
Tren de aterrizaje del vuelo 11, hallado en las calles West y Rector en Nueva York.

102 minutos después del impacto del avión, la Torre Norte se incendió y colapsó. A pesar de que el impacto causó un extenso daño estructural, el fuego provocado por el combustible del avión fue declarado como la causa principal de los daños estructurales de la torre. Aparte de las víctimas del avión y los ocupantes del edificio, cientos de socorristas murieron cuando la torre colapsó. El banco de inversiones Cantor Fitzgerald, que estaba ubicado en los pisos 101-105 de la torre norte del World Trade Center, perdió 658 empleados, una cantidad considerablemente mayor a la de otros empleadores.

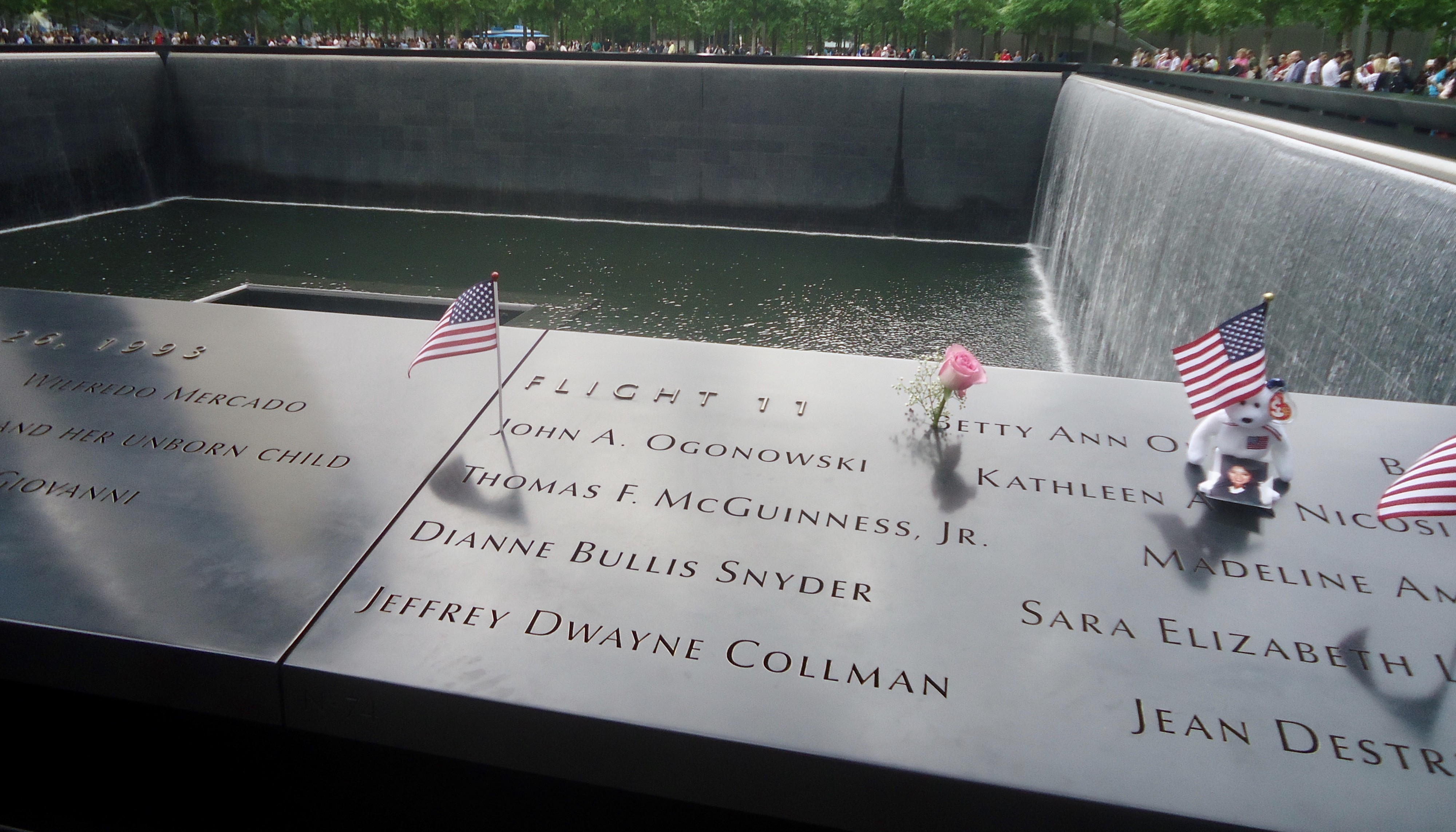
Los nombres de la tripulación del Vuelo 11 se encuentran en el Panel N-74 de la Piscina Norte del National September 11 Memorial & Museum. Los nombres de los pasajeros están inscritos en ese panel y en otros cuatro adyacentes.

Días después del ataque, los rescatistas descubrieron fragmentos corporales de las víctimas del vuelo 11 en el emplazamiento del World Trade Center. Algunos socorristas encontraron cuerpos atados a los asientos del avión, y también el cuerpo de una auxiliar de vuelo con sus manos atadas, lo cual sugiere que posiblemente los secuestradores pudieron haber utilizado esposas de plástico. Durante un año, los médicos forenses identificaron los restos mortales de 33 víctimas que estuvieron a bordo del vuelo 11. En 2006, también identificaron fragmentos corporales de otras dos víctimas del vuelo 11 cerca de la Zona cero, entre los que se encontraban los restos de la directora de asistentes de vuelo, Karen Martin. Durante el mes de abril de 2007, los forenses reconocieron otra víctima del vuelo 11 mediante una nueva tecnología de identificación de ADN. También se identificaron los restos mortales de dos secuestradores, que potencialmente podrían pertenecer al vuelo 11, los cuales fueron retirados del área temporal del monumento conmemorativo del 11 de septiembre. No obstante, los restos mortales de los otros secuestradores no han sido identificados y están enterrados en el lugar conmemorativo con las otras víctimas.

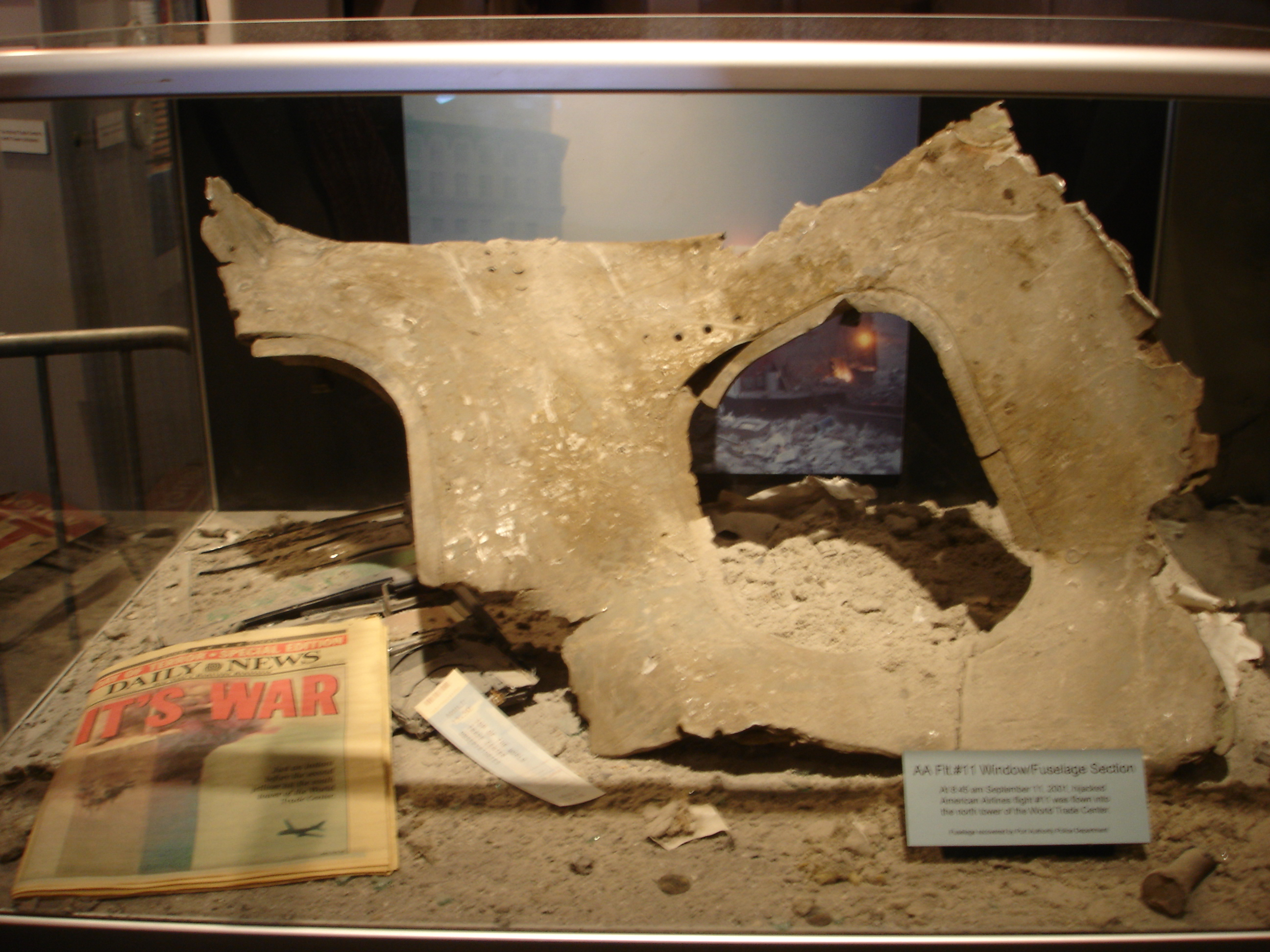
Restos del fuselaje del Vuelo 11 en el National September 11 Memorial & Museum

El pasaporte de Suqami resistió el impacto y cayó en una calle aledaña. El documento estaba humedecido con combustible, y fue recogido por un transeúnte, que entregó el pasaporte a un detective del cuerpo de policía de Nueva York momentos antes de que la Torre Sur colapsara. Los investigadores recuperaron el equipaje de Mohammed Atta que no fue embarcado en el vuelo. En el equipaje de Atta encontraron el pasaporte y la licencia de conducir de al-Omari, un video de simulación de vuelo para aviones Boeing 757, una navaja plegable, y aerosol de pimienta. En una grabación encontrada meses después en Afganistán, el líder de Al Qaeda, Osama bin Laden, aparentemente se atribuyó el ataque y dijo que él creyó que las torres colapsarían. Las cajas negras pertenecientes al vuelo 11 y al vuelo 175 nunca fueron localizadas.
Después de los ataques, el número de vuelo de la misma ruta y del lugar de despegue fueron cambiados por el vuelo 25 de American Airlines, y además se reemplazó el Boeing 767 con un Boeing 757. Una bandera de los Estados Unidos fue izada en la pasarela de acceso a aeronaves de la puerta B32 del aeropuerto Logan, desde donde despegó el vuelo 11 el día de los ataques.

## Nacionalidades de los fallecidos en el avión
Las nacionalidades de los 76 pasajeros, 11 miembros de la tripulación, 5 terroristas incluyeron 14 países diferentes:
| Nacionalidad   | Pasajeros | Tripulación | Terroristas Al-Qaeda | Total |
| -------------- | --------- | ----------- | -------------------- | ----- |
| Estados Unidos | 62        | 11          | 0                    | 73    |
| Colombia       | 2         | 0           | 0                    | 2     |
| Japón          | 2         | 0           | 0                    | 2     |
| Líbano         | 2         | 0           | 0                    | 2     |
| Canadá         | 1         | 0           | 0                    | 1     |
| Ecuador        | 1         | 0           | 0                    | 1     |
| India          | 1         | 0           | 0                    | 1     |
| Irlanda        | 1         | 0           | 0                    | 1     |
| Puerto Rico    | 1         | 0           | 0                    | 1     |
| Suiza          | 1         | 0           | 0                    | 1     |
| Uruguay        | 1         | 0           | 0                    | 1     |
| Zambia         | 1         | 0           | 0                    | 1     |
| Arabia Saudita | 0         | 0           | 4                    | 4     |
| Egipto         | 0         | 0           | 1                    | 1     |
| Total          | 76        | 11          | 5                    | 92    |